# Владимир Коруев
Владимир Коруев, наречен Синаполски, е български революционер, деец на Вътрешна македоно-одринска революционна организация в Ахъчелебийско.

## Биография
Коруев е роден в 1878 година в ксантийското село Габрово, тогава в Османската империя, днес в Гърция. В 1899 година завършва скопското българско педагогическо училище и до 1901 година е учител в Устово, Ахъчелебийско. Едновременно е председател на местния комитет на ВМОРО и е пръв организатор на Ахъчелебийско с помощник Константин Николов. През лятото на 1901 година при аферата с убийството на Хаджи Нурия бей бяга в България. Влиза във върховистката четата на Константин Антонов и участва в сражението при село Януздере през септември 1901 година. По-късно е учител в пловдивските села Дълги герен, Даутларе и други.